# Propstsprengel Stendal-Magdeburg
Der Propstsprengel Stendal-Magdeburg war eine Untergliederung der Evangelischen Kirche in Mitteldeutschland. In den Propstsprengeln, auch Sprengel oder Propsteien genannt, sind mehrere Kirchenkreise zu einem gemeinsamen Aufsichtsbezirk zusammengefasst, dem ein Propst (Regionalbischof) vorsteht; es gibt aber keine gemeinsame Verwaltung und auch keine Synode wie auf der Ebene der Kirchenkreise.

## Lage und Gliederung
Der Kirchenkreis umfasste den nördlichen Teil der Landeskirche und zugleich den nördlichen Teil des Landes Sachsen-Anhalt, mit einigen Gebietsanteilen in Brandenburg. Er bestand aus folgenden Kirchenkreisen:
- Egeln
- Elbe-Fläming
- Halberstadt
- Haldensleben-Wolmirstedt
- Magdeburg
- Salzwedel
- Stendal

## Geschichte
Die Vorläufige Kirchenleitung der damals noch zur Evangelischen Kirche der altpreußischen Union gehörenden Kirchenprovinz Sachsen beschloss im Januar 1946, die drei Generalsuperintendenturen als Aufsichtsbezirke durch sieben Propsteien (1947 kam eine achte dazu) zu ersetzen. Im Regierungsbezirk Magdeburg waren dies die drei Propsteien Altmark (mit dem Gebiet der heutigen Kirchenkreise Salzwedel und Stendal), Halberstadt-Quedlinburg (mit dem Gebiet der heutigen Kirchenkreise Halberstadt und Egeln) und Magdeburg (mit dem Gebiet der heutigen Kirchenkreise Elbe-Fläming, Haldensleben-Wolmirstedt und Magdeburg). Halberstadt-Quedlinburg und Magdeburg wurden 1997 zur Propstei Halberstadt-Magdeburg vereint.
Nach der Vereinigung der Evangelischen Kirche der Kirchenprovinz Sachsen mit der Evangelisch-Lutherischen Kirche in Thüringen zur Evangelischen Kirche in Mitteldeutschland wurde 2009 eine Neugliederung der Aufsichtsbezirke breschlossen. Als einer von fünf neuen Propstsprengeln wurde der Propstsprengel Stendal-Magdeburg am 1. April 2009 durch Zusammenlegung der Sprengel Magdeburg-Halberstadt und Altmark gebildet. Er hatte seinen Sitz am Stendaler Dom. Zum 1. Januar 2022 wurde der Propstsprengel mit dem Propstsprengel Halle-Wittenberg zum Bischofssprengel Magdeburg vereinigt.
Propst war von 2009 an Christoph Hackbeil. Als er im September 2021 in den Ruhestand verabschiedet wurde, übernahm Johann Schneider, der  Propst des Nachbarsprengels Halle-Wittenberg und designierte Regionalbischof des vereinigten Sprengels, kommissarisch seine Aufgaben.

## Pröpste der Vorgängerpropsteien

### Altmark
- 1946–1954: Helmut Schapper
- 1954–1965: Karl Schaper
- 1966–1980: Friedrich Carl Eichenberg
- 1980–1994: Eberhard Schmidt
- 1995–2004: Almuth Noetzel
- 2004–2009: Matthias Sens (kommissarisch)

### Halberstadt-Quedlinburg
- 1946–1952: Franz-Reinhold Hildebrandt
- 1953–1971: Johannes Richter
- 1972–1991: Bernhard Brinksmeier
- 1991–1997: Dorothee Mücksch

### Magdeburg
- 1946–1958: Oskar Zuckschwerdt
- 1958–1978: Heinz Fleischhack
- 1978–1986: Christoph Hinz
- 1986–??: Hannes Urmoneit

### Halberstadt-Magdeburg
- 1997–2009: Matthias Sens